# Circuit Mandel-Lys-Escaut
Le Circuit Mandel-Lys-Escaut Meulebeke (officiellement Omloop Mandel-Leie-Schelde Meulebeke) est une course cycliste sur route masculine disputée depuis 1945 à Meulebeke dans la province de Flandre-Occidentale en Belgique. C'est un critérium inscrit au calendrier de la Royale ligue vélocipédique belge et disputé derrière derny.
En 1977 et 1978, deux éditions ont eu lieu, la seconde sous le nom de Grand Prix franco-belge.
Depuis 1989, une course juniors est également disputée. Elle fait partie du calendrier juniors de l'Union cycliste internationale.

## Palmarès
| Année    | Vainqueur                         | Deuxième                      | Troisième                |
| -------- | --------------------------------- | ----------------------------- | ------------------------ |
| 1945     | André Pieters                     | Albert Sercu                  | Juul Huvaere             |
| 1946     | Albéric Schotte                   | Jan Landuyt                   | Juul Huvaere             |
| 1947     | Michel Van Elsué                  | Arsène Rijckaert              | Emmanuel Thoma           |
| 1948     | Georges Desplenter                | Maurice Desimpelaere          | Albert Sercu             |
| 1949     | Michel Remue                      | Georges Desplenter            | André Pieters            |
| 1950     | Albert Decin                      | Robert Nolf                   | Julien Van Dijcke        |
| 1951     | Emmanuel Thoma                    | Raphael Glorieux Albert Ramon | André Pieters            |
| 1952     | Karel De Baere                    | Albert Ramon Raphael Glorieux | Lode Wouters             |
| 1953     | André Declerck                    | Omer Braeckeveldt             | Valère Ollivier          |
| 1954     | Maurice Blomme                    | Albéric Schotte               | Marcel De Mulder         |
| 1955     | Wim van Est                       | Germain Derijcke              | Marcel De Mulder         |
| 1956     | Germain Derijcke                  | Lode Anthonis                 | Jozef De Feyter          |
| 1957     | Noël Foré                         | Jozef Schils                  | Lucien Taillieu          |
| 1958     | Jos Hoevenaars                    | Piet Oellibrandt              | Frans Aerenhouts         |
| 1959     | Frans Aerenhouts                  | Arthur Decabooter             | Henri Van Den Bossche    |
| 1960     | Julien Schepens                   | Joseph Planckaert             | Frans De Mulder          |
| 1961     | Piet Oellibrandt                  | Jan Zagers                    | Alfons Hermans           |
| 1962     | Leon Van Daele                    | René Vanderveken              | Seamus Elliott           |
| 1963     | Norbert Kerckhove                 | Piet van Est                  | Peter Post               |
| 1963 (2) | Robert Lelangue                   | Willy Raes                    | Clément Roman            |
| 1964     | Gilbert De Smet                   | Carmine Preziosi              | Theo Nys                 |
| 1965     | Jan Nolmans                       | Joseph Mathy                  | Julien Haelterman        |
| 1966     | Yvo Molenaers                     | Albert Van Vlierberghe        | Jaak De Boever           |
| 1967     | Jan Harings                       | Norbert Kerckhove             | Paul In 't Ven           |
| 1968     | Jos Huysmans                      | Roger Cooreman                | Roger Rosiers            |
| 1969     | Wim Schepers                      | Herman Vrijders               | Remi Van Vreckom         |
| 1970     | Wilfried David                    | Remi Van Vreckom              | Romain Pauwels           |
| 1971     | Eric Leman                        | Ronny Van De Vijver           | Julien Stevens           |
| 1972     | Christian Callens                 | Fernand Bruggeman             | Georges Barras           |
| 1973     | Willy Abbeloos                    | Guido Van Sweevelt            | Wim Kelleners            |
| 1974     | José Vanackere                    | Frans Mintjens                | Pol Lannoo               |
| 1975     | Jos Gysemans                      | Dirk Baert                    | Willy Van Malderghem     |
| 1976     | Willem Peeters                    | Edward Janssens               | Eric Van De Wiele        |
| 1977     | Ludo Peeters                      | Eddy Vanhaerens               | Frans Verhaegen          |
| 1978     | Ludo Schurgers                    | Walter Naegels                | Martin Havik             |
| 1979     | Ludo Peeters                      | Walter Godefroot              | Michel Pollentier        |
| 1980     | Lieven Malfait                    | William Tackaert              | Eric Van De Wiele        |
| 1981     | Walter Planckaert Eddy Planckaert | Daniel Willems                | Philippe Vandeghinste    |
| 1982     | Gery Verlinden                    | Patrick Vermeulen             | Marc Dierickx            |
| 1983     | William Tackaert                  | Allan Peiper                  | Luc Meersman             |
| 1984     | Patrick Versluys                  | Martin Durant No name         | Luc Meersman             |
| 1985     | Rudy Dhaenens                     | Willy Teirlinck               | Jozef Lieckens           |
| 1986     | Rudy Dhaenens                     | Ferdi Van Den Haute           | Herman Frison            |
| 1987     | Frans Maassen                     | John Dekeukelaere             | Edwin Bafcop             |
| 1988     | Johan Devos                       | Peter Huyghe                  | Patrick Deneut           |
| 1989     | Eddy Planckaert                   | Carlo Bomans                  | Pascal Elaut             |
| 1990     | Benjamin Van Itterbeeck           | Adrie van der Poel            | Dirk De Wolf             |
| 1991     | Wilco Zuijderwijk                 | Antoine Goense                | Peter Huyghe             |
| 1992     | Danny Nelissen Wilfried Nelissen  | John Talen                    | Herman Frison            |
| 1993     | Frank Van Den Abeele              | Viatcheslav Ekimov            | Paul Haghedooren         |
| 1994     | Wilfried Nelissen                 | Peter Van Petegem             | Carlo Bomans             |
| 1995     | Niko Eeckhout                     | Léon van Bon                  | Lars Michaelsen          |
| 1996     | Johan Museeuw                     | Frank Vandenbroucke           | Wilfried Peeters         |
| 1997     | Franky De Buyst                   | Stéphane Hennebert            | Hans De Clercq           |
| 1998     | Jo Planckaert                     | Patrick Jonker                | Maarten den Bakker       |
| 1999     | Johan Museeuw                     | Michel Vanhaecke              | Léon van Bon             |
| 2000     | Stefano Zanini                    | Jo Planckaert                 | Michel Vanhaecke         |
| 2001     | Romāns Vainšteins                 | Jo Planckaert                 | Eric De Clercq           |
| 2002     | Peter Van Petegem                 | Johan Museeuw                 | Tom Boonen               |
| 2003     | Johan Museeuw                     | Marc Streel                   | Paul Van Hyfte           |
| 2004     | Tom Boonen                        | Gorik Gardeyn                 | Nico Mattan              |
| 2005     | Geert Omloop                      | Marc Wauters                  | Nico Mattan              |
| 2006     | Leif Hoste                        | Niko Eeckhout                 | Fränk Schleck            |
| 2007     | Alessandro Ballan                 | Gorik Gardeyn                 | Gianni Meersman          |
| 2008     | Stijn Devolder                    | Leif Hoste                    | Frederik Willems         |
| 2009     | Nick Nuyens                       | Steven de Jongh               | Frederik Willems         |
| 2010     | Jan Ghyselinck                    | Kurt Hovelijnck               | Guillaume Van Keirsbulck |
| 2011     | Davy Commeyne                     | Laurens De Vreese             | Wim De Vocht             |
| 2012     | Pieter Ghyllebert                 | Guillaume Van Keirsbulck      | Frederic Verkinderen     |
| 2013     | Iljo Keisse                       | Fréderique Robert             | Niko Eeckhout            |
| 2014     | Jasper De Buyst                   | Alexander Krieger             | Jonas Van Genechten      |
| 2015     | Amaury Capiot                     | Gianni Meersman               | Jelle Cant               |
| 2016     | Pieter Vanspeybrouck              | Christopher Latham            | Amaury Capiot            |
| 2017     | Iljo Keisse                       | Huub Duyn                     | Maarten Wynants          |
| 2018     | Wouter Wippert                    | Herman Dahl                   | Justin Jules             |
| 2019     | Niccolò Bonifazio                 | Timothy Dupont                | Tom Van Asbroeck         |
| 2022     | Rory Townsend                     | Harry Tanfield                | Ruben Apers              |
| 2023     | Warre Vangheluwe                  | Lionel Taminiaux              | Andrea Raccagni Noviero  |
| 2024     | Finn Crockett                     | Daniel Årnes                  | Jago Willems             |

## Palmarès de la course des juniors
| Année | Vainqueur            | Deuxième              | Troisième             |
| ----- | -------------------- | --------------------- | --------------------- |
| 1989  | Marc Streel          |                       |                       |
| 1990  | Johan De Geyter      | Marc Streel           | Carlos Vaneeckhoutte  |
| 1991  | Danny Jonckheere     |                       |                       |
| 1992  | Wim De Smet          |                       |                       |
| 1993  | Steven Dewaele       | Wilfried Cretskens    | Dirk D'Haemers        |
| 1994  | Didier Deceuninck    | Maris Kalveršs        | Nico Beresole         |
| 1995  | Tony Hias            | Steve De Maeseneer    | Sven Spoormakers      |
| 1996  | Kim Van Bouwel       | Benny De Ly           | Nico Indekeu          |
| 1997  | Gorik Gardeyn        | Jurgen Vanhaverbeke   | David Plas            |
| 1998  | Tom Boonen           |                       |                       |
| 1999  | Steven Caethoven     | Peter Möhlmann (nl)   | Tommy Van de Gehuchte |
| 2000  | Kieran Page          | Wim De Vocht          | Kor Steenbergen       |
| 2001  | Thomas Dekker        | Kieran Page           | Sven Nevens (nl)      |
| 2002  | Jochen Beernaert     |                       |                       |
| 2003  | Daniil Komkov        | Jürgen Roelandts      | Kai Reus              |
| 2004  | Nikolas Maes         | Michiel Van Aelbroeck | Ben Hermans           |
| 2005  | Kalle Corneliussen   | Dimitri Claeys        | Gediminas Kaupas      |
| 2006  | Sven Vandousselaere  | Jocelyn Bar           | Jens Debusschere      |
| 2007  | Stijn Steels         | Kirill Pozdnyakov     | Matthias Allegaert    |
| 2008  | Arthur Vanoverberghe | Nicolas Vereecken     | Jasper Ockeloen       |
| 2009  | Kevin De Jonghe      | Niels Reynvoet        | Joeri Stallaert       |
| 2010  | Jef Van Meirhaeghe   | Sebastiaan Pot        | Ruben Geerinckx       |
| 2011  | Daan Myngheer        | Florian Sénéchal      | Gianni Bossuyt        |
| 2012  | Piotr Havik          | Emil Ravnsholt Olsen  | Kevin Deltombe        |
| 2013  | Mathias Rask         | Milan Menten          | Julien Van den Brande |